# کلباسی
کلباسی می‌تواند به افراد زیر اشاره کند:
- محمدابراهیم کلباسی، فقیه و مرجع تقلید شیعه قرن سیزدهم هجری
- محمدرضا کلباسی مرجع تقلید شیعه
- ایران کلباسی، زبان‌شناس ایرانی
- شیما کلباسی شاعر و فعال حقوق بشر
- حسین کلباسی اشتری، پژوهشگر فلسفه و استاد دانشگاه علامه طباطبایی
- نرگس کلباسی فعال امور خیریه